# 无界算子
在数学中, 特别是泛函分析与算符理论, 无界算子的概念提供了用于处理微分算符, 量子力学中无界可观测量等的一个抽象框架.
无界算子的名称具有一定的误导性，这是因为
- “无界”有时可以被理解为 "无需有界"，或者說 "不一定有界"；
- “算符”当被理解为“线性算符”（这和“有界算子”是相同的）；
- 算符的定义域为线性子空间, 不必为全空间；
- 线性子空间不必有界； 一般被假定为稠密；
- 特殊情况下的有界算子，定义域被假定为全空间

不同于有界算子, 给定空间上的无界算子不构成代数，甚至不构成线性空间，这是因为每一个无界算子有各自的定义域。
“算子”通常指“有界线性算子”，但在以下内容中默认指“无界算子”。给定空间默认为希尔伯特空间，但可以扩展到巴拿赫空间与更有普遍性的拓扑矢量空间。

## 历史简述
无界算子理论诞生于20世纪20年代晚期以及30年代早期，作为量子力学严格数学框架的一部分而得到发展. 約翰·馮·諾伊曼以及Marshall Stone爲理論發展的主要貢獻者。馮·諾伊曼在1936年利用图对无界算符进行分析.

## 定义与基本性质
令 B1 与 B2 为 巴拿赫空间.  无界算子 (或简称为算子) T : B1 → B2是一个线性映射 T， 从B1 的线性子空间D(T) （T的定义域）映射到空间 B2. 不同于惯例, T 可能不定义在整个空间B1.
如果函数图 Γ(T) 为一个闭集，算子T被称为闭算子. （这里，图 Γ(T) 是直和B1 ⊕ B2的一个线性子空间，定义为所以对(x, Tx)的集合, x定义在T上）. 这意味着，对所有来自域T的点列(xn)，xn收敛到x， Txn 收敛到y, x在域T上成立，且 Tx = y. 有界性可以通过图模描述: 算符 T 是有界的， 当且仅当它的定义域 D(T) 是关于下面的模的完备空间:
{\displaystyle \|x\|_{T}={\sqrt {\|x\|^{2}+\|Tx\|^{2}}}\ .}
如果在B1上定义域稠密，算子 T被稠密定义。这同样包括定义在整个 B1 上的算子, 因为整个空间本身稠密。 定义域的稠密是转置与伴随函数存在的充分必要条件。
若T : B1 → B2为闭集, 在它的定义域上稠密且连续, 则它定义在B1上.
如果 T + a 是实数 a的正算符，希尔伯特空间 H 上稠密定义的算符 T被称作下有界. 即,对所有T域上的x来说，⟨Tx|x⟩ ≥ −a·||x||2 . 如果 T 与 (–T) 都是下有界的，T有界.